# 4-й повітряний корпус (Третій Рейх)
4-й повітряний корпус (нім. IV. Fliegerkorps) — авіаційний корпус Люфтваффе за часів Другої світової війни. 16 вересня 1944 року переформований на командування Люфтваффе у Данії.

## Історія
4-й повітряний корпус сформований 11 жовтня 1939 року у Дюссельдорфі на основі 4-ї авіаційної дивізії. Брав активну участь у боях на Західному фронті, а з червня 1941 року — у німецько-радянській війні.

## Командування

### Командири
- генерал авіації, з 19 липня 1940 генерал-полковник Альфред Келлер (11 жовтня 1939 — 19 серпня 1940);
- генерал авіації Курт Пфлюгбайль (нім. Kurt Pflugbeil) (20 серпня 1940 — 24 серпня 1943);
- генерал авіації Рудольф Майстер (нім. Rudolf Meister) (4 вересня 1943 — 16 вересня 1944).

## Дислокація штабу корпусу
| Початок       | Завершення      | Місто          |
| ------------- | --------------- | -------------- |
| жовтень 1939  | травень 1940    | Дюссельдорф    |
| липень 1940   | червень 1941    | Дінар          |
| червень 1941  | липень 1941     | Римніку-Серат  |
| липень 1941   |                 | Бєльці         |
| липень 1942   |                 | Сталіно        |
| серпень 1942  |                 | Майкоп         |
| листопад 1942 |                 | Сальськ        |
| жовтень 1943  |                 | Кіровоград     |
| грудень 1943  |                 | Новоукраїнка   |
| грудень 1943  | 2 липня 1944    | Брест-Литовськ |
| 2 липня 1944  | серпень 1944    | Варшава        |
| серпень 1944  | 16 вересня 1944 | Торунь         |

## Підпорядкованість корпусу
| Початок      | Завершення    | Об'єднання          |
| ------------ | ------------- | ------------------- |
| жовтень 1939 | липень 1940   | 2-й повітряний флот |
| липень 1940  | червень 1941  | 3-й повітряний флот |
| червень 1941 | грудень 1943  | 4-й повітряний флот |
| грудень 1943 | вересень 1944 | 6-й повітряний флот |

## Бойовий склад 4-го повітряного корпусу
Формування управління, забезпечення та підтримки
- підрозділ аеродромного забезпечення готовності 4-го корпусу (Flugbereitschaft/IV. Fliegerkorps);
- 34-й авіаційний полк зв'язку (Luftnachrichten-Regiment 34).

- 2-а навчально-бойова змішана ескадра (LG 2);
- 27-ма бомбардувальна ескадра (KG 27);
- 28-ма бомбардувальна ескадра (KG 28);
- 40-ва бомбардувальна ескадра (KG 40);
- 26-та ескадра важких винищувачів (ZG 26);
- 606-та берегова авіаційна група (Küstenfliegergruppe 606);
- 806-та берегова авіаційна група (Küstenfliegergruppe 806);
- 3-тя ескадрилья 121-ї розвідувальної авіагрупи (3./Aufklärungsgruppe 121).

- 1-ша навчально-бойова змішана ескадра (LG 1);
- 27-ма бомбардувальна ескадра (KG 27);
- 806-та берегова авіаційна група (Küstenfliegergruppe 806);
- 31-ша розвідувальна авіагрупа (Aufklärungsgruppe (H) /31);
- 41-ша розвідувальна авіагрупа (Aufklärungsgruppe (H) /41).

- 27-ма бомбардувальна ескадра (KG 27);
- 51-ша бомбардувальна ескадра (KG 51);
- 77-а винищувальна ескадра «Червовий туз» (JG 77);
- 77-ма ескадра пікіруючих бомбардувальників «Іммельман» (St.G.77).

- 27-ма бомбардувальна ескадра (KG 27);
- 51-ша бомбардувальна ескадра (KG 51);
- 77-ма винищувальна ескадра (JG 77) (без I.JG 77);
- 3-тя ескадрилья 2-ї навчально-бойової змішаної ескадри (3./LG 2);
- 3-тя ескадрилья 121-ї авіагрупи (3./(F) 121);
- 6-та ескадрилья 26-ї бомбардувальної ескадри (6./KG 26);
- 1-ша ескадрилья 28-ї бомбардувальної ескадри (1./KG 28);
- окремі підрозділи.

- 27-ма бомбардувальна ескадра (KG 27);
- 51-ша бомбардувальна ескадра (KG 51);
- 77-ма винищувальна ескадра (JG 77) (без I.JG 77);
- 1-ша авіагрупа 2-ї навчально-бойової змішаної ескадри (I./LG 2);
- 2-га авіагрупа 3-ї винищувальної ескадри (II./JG 3).
- 3-тя авіагрупа 52-ї винищувальної ескадри (III./JG 52).
- 1-ша та 3-тя авіагрупа 77-ї ескадри пікіруючих бомбардувальників (I. und III./StG 77).
- 3-тя ескадрилья 121-ї авіагрупи (3./(F) 121).

- 51-ша бомбардувальна ескадра (KG 51);
- 52-га винищувальна ескадра (JG 52);
- 77-ма ескадра пікіруючих бомбардувальників (StG 77).

- 3-тя бомбардувальна ескадра (KG 3);
- 4-та бомбардувальна ескадра (KG 4);
- 27-ма бомбардувальна ескадра (KG 27);
- 53-тя бомбардувальна ескадра (KG 53);
- 55-та бомбардувальна ескадра (KG 55);
- 1-ша штурмова ескадра (SG 1);
- 2-га група нічних винищувачів (Nachtschlachtgruppe 2 (NSGr 2);
- 2-га розвідувальна авіагрупа (Fernaufklärungsgruppe 2);
- 2-га розвідувальна ескадрилья 100-ї авіагрупи (Fernaufklärungsstaffel 2./100);
- 4-та група літаків спостереження (Nahaufklärungsgruppe 4 (NAGr 4).